# 日本橋区
日本橋区（にほんばしく、旧字体：日本橋區）は、東京府東京市（後に東京都）にかつて存在した区である。1878年（明治11年）から1947年（昭和22年）までの期間（東京15区及び35区の時代）に存在した。現在の中央区の北部。

## 歴史

### 沿革
- 1878年（明治11年）11月2日 - 郡区町村編制法施行により、以下の区域をもって日本橋区を設置。

- 本銀町一丁目、本石町一丁目、本町一丁目、本両替町、北鞘町（現日本橋本石町）
- 本銀町二丁目、本石町二丁目、本町二丁目、本石町十軒店、室町一丁目、室町二丁目、室町三丁目、駿河町、品川町、品川町裏河岸（現日本橋室町）
- 本銀町四丁目、本石町四丁目、本町四丁目、岩附町、長浜町、大伝馬一丁目、大伝馬塩町、鉄砲町、堀留町一丁目（現日本橋本町）
- 伊勢町（現日本橋本町、ごく一部のみ日本橋室町）
- 本革屋町、金吹町（現日本橋本石町、日本橋室町）
- 本銀町三丁目、本石町三丁目、本町三丁目、瀬戸物町、本小田原町、安針町、本船町（現日本橋室町、日本橋本町）
- 小船町一丁目、小船町二丁目、小船町三丁目、堀江町一丁目、堀江町二丁目、堀江町三丁目（現日本橋小舟町）
- 堀江町四丁目、小網町一丁目、小網町二丁目、小網町三丁目、小網町四丁目、小網町仲町（現日本橋小網町）
- 箱崎町一丁目、箱崎町二丁目、箱崎町三丁目、箱崎町四丁目、北新堀町（現日本橋箱崎町）
- 元大坂町、芳町、葺屋町、堺町、新和泉町、住吉町、松島町（現日本橋人形町）
- 蛎殻町一丁目、蛎殻町二丁目、蛎殻町三丁目（現日本橋蛎殻町、ごく一部のみ日本橋人形町）
- 新葭町（現日本橋小網町、日本橋人形町）
- 久松町（現日本橋久松町、日本橋浜町）
- 高砂町、富沢町、弥生町、新大坂町（現日本橋富沢町）
- 浪花町（現日本橋人形町、日本橋富沢町）
- 岩代町、新乗物町、長谷川町、新材木町、堀留町二丁目、堀留町三丁目（現日本橋堀留町）
- 大伝馬二丁目（現日本橋大伝馬町、ごく一部のみ日本橋小伝馬町）
- 通旅籠町（現日本橋大伝馬町、ごく一部のみ日本橋堀留町）
- 通油町、田所町（現日本橋大伝馬町）
- 元浜町（現日本橋富沢町、日本橋大伝馬町）
- 小伝馬町一丁目、小伝馬町二丁目、小伝馬町三丁目、小伝馬上町、亀井町（現日本橋小伝馬町）
- 亀井町（現日本橋小伝馬町、ごく一部のみ千代田区岩本町）
- 馬喰町一丁目、馬喰町二丁目、馬喰町三丁目、馬喰町四丁目（現日本橋馬喰町）
- 通塩町、横山町一丁目（現日本橋横山町）
- 横山町二丁目、横山町三丁目（現日本橋横山町、ごく一部のみ東日本橋）
- 橘町一丁目、橘町二丁目、橘町三丁目、橘町四丁目、米沢町一丁目、米沢町二丁目、米沢町三丁目、村松町、若松町、薬研堀町、矢ノ倉町、吉川町、元柳町、新柳町（現東日本橋）
- 浜町一丁目、浜町二丁目、浜町三丁目（現日本橋浜町）
- 中洲町（現日本橋中洲）
- 通一丁目、通二丁目、通三丁目、通四丁目、本材木町一丁目、本材木町二丁目、元四日市町、万町、青物町、平松町、佐内町、川瀬石町、新右衛門町、箔屋町（現・日本橋三丁目）、榑正町（現・日本橋三丁目）、下槇町（現日本橋）
- 西河岸町、呉服町、元大工町、数寄屋町、檜物町、上槇町（現八重洲一丁目、日本橋）
- 兜町、坂本町、三代町（現日本橋兜町）
- 南茅場町、北島町一丁目、北島町二丁目、亀島町一丁目、亀島町二丁目（現日本橋茅場町

- 1889年（明治22年）5月1日 - 市制施行に伴い東京市となる。
- 1911年（明治44年） - 本石町十軒店を十軒店町に改称。
- 時期不明 - 神田区富松町の一部を編入（現日本橋馬喰町）
- 1923年（大正12年）9月1日-関東大震災によりほぼ全滅。
- 1928年（昭和3年） - 震災復興後の区画整理に伴い、大部分の地域で町名の統合整理を実施（1935年まで）。
- 1932年（昭和7年） - 亀井町の一部を神田区に編入。
- 1935年（昭和10年） - 中洲町を中洲に改称。
- 1943年（昭和18年）7月1日 - 東京都制が施行され、東京市と東京府が廃止され、東京都を設置。
- 1947年（昭和22年）3月15日 - 京橋区と合併して中央区を新設。旧区域内の町名に「日本橋」を冠称。
  - 旧日本橋区役所庁舎は中央区発足後も中央区役所日本橋分庁舎→中央区役所日本橋特別出張所として長く使われ、老朽化により1995年にいったん解体され、その後1999年に中央区役所日本橋特別出張所・日本橋公会堂併設の日本橋区民センターとして建て替えられた。

## 交通

### 鉄道
- 国鉄（現JR東日本）
  - 東北本線 ： 区域内を通過しているが、駅は存在しなかった。
- 東京地下鉄道（→帝都高速度交通営団、現東京メトロ）
  - 東京地下鉄道線（個別の線名なし； 現銀座線） ： 日本橋駅 - 三越前駅
- 東京都電車（廃線）
  - 本通線、両国橋線、室町線、土橋線、千代田線、築地線、和泉橋線、浜町線、蔵前線、新大橋線

東京メトロ東西線、半蔵門線、都営地下鉄浅草線は未開通。また新日本橋駅、馬喰町駅（JR東日本総武本線（総武快速線））、馬喰横山駅（都営新宿線）、東日本橋駅（都営浅草線）、浜町駅（都営新宿線）、小伝馬町駅（日比谷線）、人形町駅（日比谷線、都営浅草線）、水天宮前駅（半蔵門線）、茅場町駅（日比谷線、東西線）は開業していなかった。

## 出身有名人
現中央区の出身有名人については中央区を参照
- 柿沢弘治 - 政治家、元外務大臣
- 井野碩哉 - 政治家、官僚
- 橋本清之助 - 政治運動家
- 清水幾太郎 - 社会学者、学習院大学教授
- 早川徳次 - シャープ創業者
- 飯田亮 - セコム創業者
- 三田政吉 - 実業家、料亭「濱田家」の二代目、明治座の元会長
- 二代目 三輪善兵衛 - 実業家
- 黒澤貞次郎 - 実業家、技術者
- 佐藤照子 - 教育者
- 渋沢秀雄 - 実業家
- 吉田五十八 - 建築家
- 白石孝 - 経済学者、慶應義塾大学名誉教授
- 平井呈一 - 英文学者
- 武田祐吉 - 国文学者（後に大阪で育つ）
- 岡田芳朗 - 日本史学者、暦学者、女子美術大学名誉教授
- 野村兼太郎 - 経済学者
- 山中篤太郎 - 敬愛学者、第3代一橋大学学長
- 佐藤清一郎 - 外科医
- 竹内誠 - 歴史学者、江戸時代学者、江戸東京博物館館長、東京学芸大学名誉教授
- 甲野勇 - 考古学者
- 上田辰之助 - 経済学者、思想史家
- 立原道造 - 詩人
- 服部嘉香 - 詩人、日本詩人クラブ理事長
- 比田井小琴 - 書家
- 谷崎潤一郎 - 作家
- 青島幸男 - 作家、政治家、俳優、作詞家、タレント、放送作家、映画監督
- 木村荘太 - 作家
- 小林信彦 - 小説家、評論家、コラムニスト
- 近藤富枝 - 作家、元NHKアナウンサー
- 田村西男 - 劇作家、小説家、劇評家
- 長谷川時雨 - 劇作家
- 福田善之 - 劇作家
- 中村真一郎 - 小説家、文芸評論家、詩人
- 南川潤 - 小説家
- 柴田宵曲 - 俳人、歌人、随筆家、書誌学者
- 川端茅舍 - 俳人、画家
- 籾山梓月 - 俳人
- 小沢碧童 - 俳人
- 風間直得 - 俳人
- 岸松雄 - 映画評論家、ジャーナリスト、脚本家、映画監督
- 吉田秀和 - 音楽評論家、随筆家
- 植草甚一 - 欧米文学、ジャズ、映画の評論家、エッセイスト
- 遠藤為春 - 歌舞伎研究家
- 牧太郎 - 新聞記者、ジャーナリスト
- 大村彦次郎 - 編集者、文芸評論家
- 清水達夫 - 編集者
- 安田靫彦 - 日本画家
- 木村荘八 - 洋画家、随筆家、版画家
- 曽宮一念 - 洋画家、随筆家
- 5代目 鳥居清忠 - 浮世絵師、日本画家、舞台美術家
- 駒井哲郎 - 銅版画家、東京芸術大学教授
- 水森亜土 - イラストレーター
- 小林泰彦 - 画家、イラストレーター、エッセイスト
- 辻輝子 - 女流陶芸家
- 井口愛子 - ピアノ教育家、ピアニスト
- 原六朗 - 作詞家、作曲家
- 平尾貴四男 - 作曲家
- 藤山一郎 - 歌手
- 伊井蓉峰 - 俳優
- 石川秀道 - 俳優
- 井染四郎 - 俳優
- 梅園龍子 - 女優
- 小川隆 - 俳優
- 加賀邦男 - 俳優
- 鹿島俊策 - 俳優
- 栗島狭衣 - 俳優、新聞記者、劇作家、脚本家
- 五味國男 - 俳優、映画監督、元子役
- 清水一郎 - 俳優
- 瀬川路三郎 - 俳優
- 谷麗光 - 俳優
- 椿三四郎 - 俳優
- 十朱久雄 - 俳優
- 三木のり平 - 俳優
- 11代目 市川團十郎 - 歌舞伎俳優
- 3代目 市川壽海 - 歌舞伎俳優
- 6代目 尾上菊五郎 - 歌舞伎俳優
- 2代目 尾上松緑 - 歌舞伎俳優
- 2代目 河原崎権十郎 - 歌舞伎俳優
- 初代 喜多村緑郎 - 女形俳優
- 6代目 坂東彦三郎 - 歌舞伎俳優
- 友田恭助 - 新劇俳優
- 十朱幸代 - 女優
- ミヤコ蝶々 - 女優、漫才師
- 梅村蓉子 - 女優
- 仲みどり - 女優
- 木下八百子 - 女優
- 桜井京子 - 女優
- 芳村真理 - 司会者
- 林家木久扇 - 落語家、漫画家、画家
- 坊野寿山 - 川柳家
- 鈴木清順 - 映画監督
- 川北紘一 - 特技監督
- 吉田謙吉 - 舞台装置家、映画の美術監督、衣裳デザイナー、タイポグラフィ作家
- 黒岩保美 - 鉄道イラストレーター
- 高松吉太郎 - 鉄道愛好家、薬剤師
- 大辻司郎 - 活動弁士、漫談家
- 常陸岩英太郎 - 大相撲力士
- 笠原和夫 - 脚本家
- 青木生子 - 国文学者
- 池田文雄 - 元日本テレビのプロデューサー